# 米津政武
米津 政武（よねきつ まさたけ）は、江戸時代前期から中期にかけての大名。武蔵国久喜藩初代藩主。官位は従五位下・伊勢守、出羽守。

## 経歴
寛永15年（1638年）、米津田盛の長男として誕生した。貞享元年（1684年）、父の死去により家督を継ぐ。このとき、父から相続した1万5000石の所領のうち、3000石を弟の田賢に分与したため、1万2000石の大名となる。政武は武蔵埼玉郡久喜に藩庁を置いたことから、久喜藩初代藩主となった。
貞享4年（1687年）5月、寺社奉行に任じられるが、元禄元年（1688年）10月、勤務怠慢などを理由に罷免された。元禄11年（1698年）11月11日、長男・政矩に家督を譲って隠居する。
宝永5年（1708年）6月26日、死去。享年71。

## 系譜
- 父：米津田盛（1616年 - 1684年）
- 母：不詳
- 正室：植村忠朝娘
- 生母不明の子女
  - 長男：米津政矩（1675年 - 1703年）
  - 次男：米津政容（1682年 - 1739年） - 米津政矩の養子
  - 三男：伊沢政周
  - 女子：大久保教寛正室
  - 女子：青木直宥正室